# 川井延慶碑

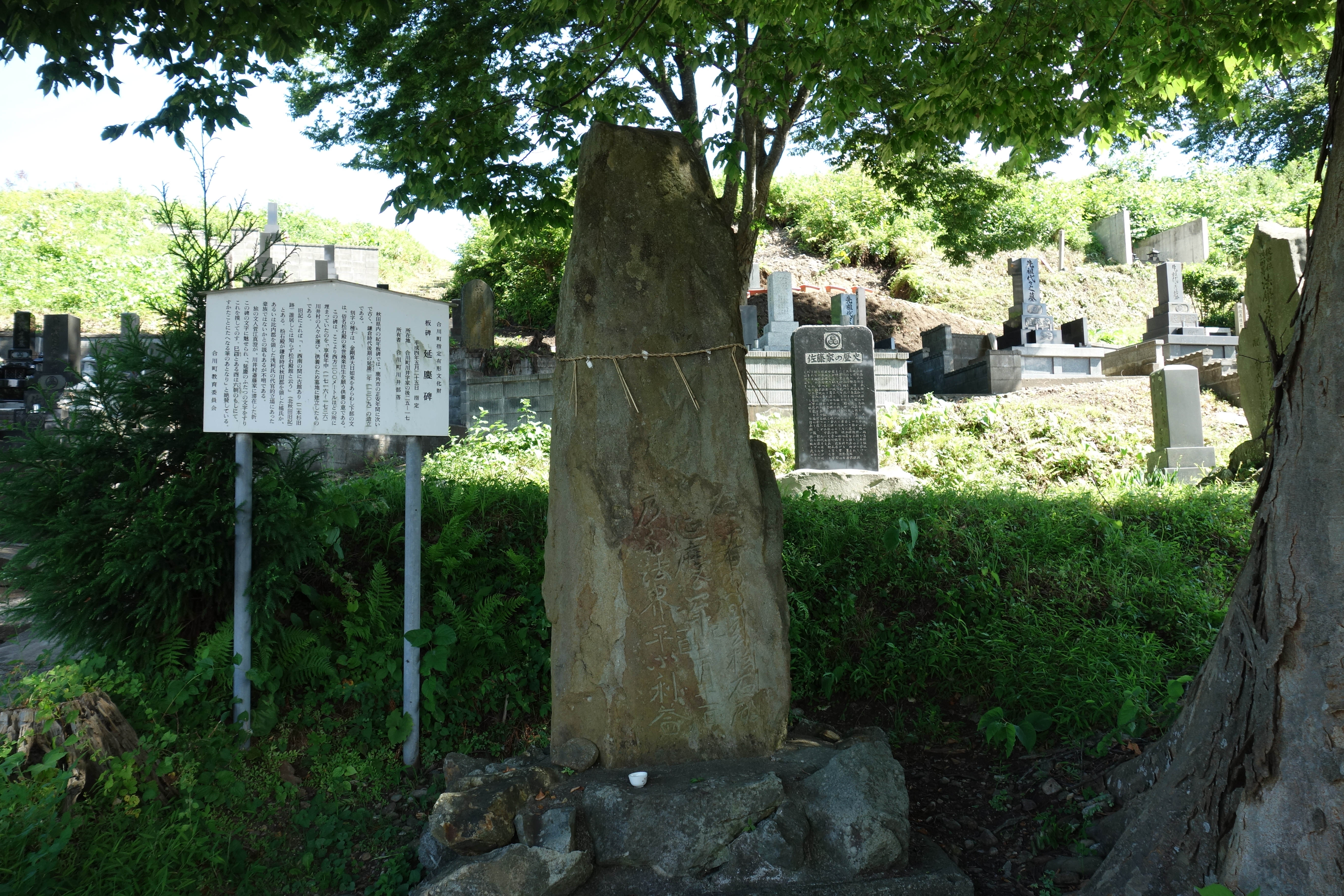
川井延慶碑

川井延慶碑（かわいえんぎょうひ）は、秋田県北秋田市川井字家の後25-17にある板碑である。北秋田市の市指定文化財となっている。承平年間（931年 - 938年）に編纂された『和名類聚抄』には当時の出羽国の郡名・郷名の全てが収められているが、この地は記録されている地名から遠く北に外れている。蝦夷の地であったこの地がいつ大和朝廷に属したのかという点でも参考になる碑である。

## 概要
北秋田市川井集落の墓地の中にある延慶2年（1309年）紀の古碑で、「松石の碑」とも呼ばれる。元々は八幡岱と川井の中間の、目薬井戸と言われる泉付近の台地斜面に転倒していたが、古碑の保護と松石殿の供養を兼ねて川井集落の墓地に移動された。
古老の話では、2mほどのこの碑を、小川の橋に使おうとしたところ、大地に根が生えたように微動もしなかった。ところが、安置するために運ぼうとしたところ、自らすくっと起き上がったという。また、この碑の粉末を飲むと御利益があると言われ、現在でも石面が削り取られている。
碑の表面には「バン（梵字） 右志者為過去松石殿　延慶二年（己酉）二月十一日　乃至法界平等利益」と彫られている。梵字の「バン」は大日如来を表し、松石殿の追善供養のために作られた碑である。同碑は江戸時代に菅江真澄が調査して以来、史家の関心を呼んで色々な説が唱えられてきた。しかし、文献などの史料は少なく、いずれも憶測の域を出ていない。
南北朝時代に、津軽曾我氏が発給した文和3年（1356年）12月14日付の、現在の大館市付近に当たる所領に関する譲状では、下人を使って農業経営を行ったり、下作人に土地を貸して小作料を取り館に住んでいる名主層が「殿」と呼ばれ、一般農民と区別されている。「殿」の上には領主がいて、現地に政所を置いて一族を派遣し、所領を管理させていた。『合川町史』では、碑文中の「松石殿」は、この地区の有力な名主層か、領主派遣の管理者であったのではないかと推測されている。『北秋田旧記』には「…西南の間に古館あり（二本杉旧跡）、誰居しとは知らず松石殿館と云う」とある。松石殿が鎌倉時代に秋田郡を所領した橘氏か、あるいは後に比内郡を所領するものの、当時は近くの明利又（現・北秋田市七日市赤利又）に居住していた浅利氏の代官であったのではないかとする説もあるが、いずれにせよ不明である。秋田県では3番目に古い板碑で、川井集落の北側にある台地には「松石殿」という地名も残っている。

## 菅江真澄の記録
菅江真澄は文化元年（1804年）にこの地を訪ね、日記の『阿仁迺澤水』中に、同碑の遠景・近景・文字の拡大図の合計3枚の図絵を記録している。その説明文には「川合村松石の碑」「そのいしふみは川合村のつかはらのほとりにいまたつ」「えんけいのふたつの文字を摺り、己酉とある（「一」の下に「八」、その下に「目」の字）は六朝のものにして、すかたたへなる筆のあとなり」と記している。
なお、近景の図絵には「実ハ川井村ナリ真澄ガ後事ニ因テ井ヲ合ト書キ換ヒタルナリ此村ハ大阿仁ノ内ナリ」と朱書きされており、これは石井忠行によるものではないかとされる。実際に真澄は同様の言葉遊びを何度も行っている。現在の碑のそばにはケヤキの大木があるが、真澄の絵図の中では全く描かれておれず、江戸時代には碑は別の場所にあったのではないかとも言われる。また、昭和時代中頃まで「秋田県で最も古い紀年板碑」とされていて、川井村の自慢でもあったと言われる。

## 佐藤家の記録
菅江真澄が検分する前の1801年に、同碑は地区の代官によって拓本が取られており、そのことが川井村の佐藤家の文書に記録されている。
「右碑は当村与助沢上の古城跡に置き候処　享保年中（1716年 - 1735年）墓の上高み運び建置候　今村中信心有申候　享和元年（1801年）酉九月御代官高久喜左衛門様より御時迄御取御用に付摺取早々可指上仕仰付別摺取長百姓九月二十七日　云々　誠冥加至極難有可奉候　一、右石は毎度天燈下り申候　一、当年は五百五拾三年に相成候　文久元年（1862年）辛酉八月　川井村」「松石殿堀出改元仕候　覚　松石殿堀に参者共　喜三郎内　太郎助　…（以下略）」とある。
この文書は中学校校長の佐藤一郎が探し出し、二階堂善三に見せ、二階堂が中央の新聞に掲載した。
上記文を現代語訳すると「延慶二年に供養塔建立。享保年間村人が墓地に移動する。享和元年村人が拓本を取り代官に届ける。文久元年553年目となる」という意味になる。それまで、碑についてはそれほど関心が払われてきたわけではなかったのが、寛政9年7月に行われた久保田藩主・佐竹義和の領内巡視がきっかけとなって拓本が取られ、それが菅江真澄の調査に繋がったのではないかとも考えられる。なお、佐竹義和は治世中に明徳館を設立するなど、学問に造詣が深かった。

## 民話
この石碑は、地元では「松石殿」や「松石殿の碑」と言われ、墓参りの時には必ずこの石碑の前で手を合わせ、供養をおこたらなかった。また次のような民話が語り継がれている。
江戸時代の中頃、川井と八幡岱集落の田に水路を作ることになった。川井集落の源太と栄三の兄弟は人夫として、働きに出ていた。川井と八幡岱のまん中にある、目薬井戸と言われる泉の付近を工事中の時、源太はトガ(唐鍬・クワの一種)を力一杯振り回した拍子に尻餅をついてしまった。その夜、源太と栄三はふしぎな夢を見た。「私は松石だが、土に埋もれて明かりを見る事ができない。私をここから出してくれ。お礼に稲穂を実らせてあげよう」同じ夢を見た2人は翌朝、親方にこの話をして、土を掘ることにした。しばらくすると、トガが石に当たってはね返る。しかし、大勢で持ち上げてもビクリともしない。親方は石のまわりを掘るように命じ、ほどなくして「松石殿」という文字が現れた。その瞬間、動かなかった石がひとりですっくりと起き上がった。それから、松石殿を供養するために、石碑を川井の共同墓地まで運び、そこに安置した。それから数日後、田の稲が黄金色に輝いていたという。